# سلیا فریجیرو
سلیا فریجیرو گارسیا (ویگو، ۹ فوریه ۱۹۸۳) بازیگر و تهیه‌کننده سینما، تئاتر و تلویزیون اسپانیایی است.
او در ویگو، گالیسیا، در خانواده‌ای با حرفه هنری به دنیا آمد: پدرش، رافائل فریجیرو، یک نقاش گالیسیایی است. پس از فارغ‌التحصیلی از دبیرستان دی ویت در آرکانزاس (ایالات متحده)، او به مادرید نقل مکان کرد و در آنجا آموزش و حرفه خود را به عنوان بازیگر آغاز کرد.

## فیلم‌شناسی

### تلویزیون
| سال        | عنوان                     | شخصیت             | کدنا       | مدت زمان |
| ---------- | ------------------------- | ----------------- | ---------- | -------- |
| ۲۰۰۵       | ازدواج و ازدواج           |                   | TVG        |          |
| ۲۰۰۵       | کمیسیون                   | الجهاندرا         | تلسینکو    | ۳ قسمت   |
| ۲۰۰۶       | دوستانهای خطرناک          | سیلفیا مارکس      | کواترو     | ۴۵ قسمت  |
| ۲۰۰۷       | مرکز بیمارستان            | کتی               | تلسینکو    | ۱ قسمت   |
| ۲۰۰۷       | باید زندگی کنی: ال بازیکن | آلیسا             | ۱          | ۱ قسمت   |
| ۲۰۰۸       | ۲ دسامبر، آزادی یک ملت    | پیپیتا گارسیا     | ۱          | ۱۷ قسمت  |
| ۲۰۰۸       | پلوتا                     | نیوس ساژ          | ۱          | ۱۳ قسمت  |
| ۲۰۱۱       | قتل                       | ایوا هرناندز      | تلسینکو    | ۱۳ قسمت  |
| ۲۰۱۵       | باجو شکیبا                | سیلفیا لوپز       | آنتینا ۳   | دو قسمت  |
| ۲۰۱۵–۲۰۱۷  | شش برادر                  | آدیلا سیلوا       | ۱          | ۳۶۸ قسمت |
| ۲۰۱۸       | خدمت و محافظت             | ترزا روندا مونتیل | ۱          | ۸۹ قسمت  |
| ۲۰۱۹; ۲۰۲۱ | زندگی کامل                | کریستینا "کریس"   | Movistar+  | ۱۵ قسمت  |
| ۲۰۲۱       | تاریخچه‌های خواب           | روزنامه‌نگار       | ویدیو اصلی | ۱ قسمت   |

#### سری وب
| سال  | عنوان           | شخصیت |
| ---- | --------------- | ----- |
| ۲۰۰۷ | چیکا بوسکا چیکا | نه    |